# Peter Li Hongye
Peter Li Hongye (chinesisch 李宏業; * 6. Januar 1920 in Gongyi; † 23. April 2011 in Luoyang) war chinesischer römisch-katholischer Untergrund-Bischof des Bistums Loyang (Luoyang) in der zentralchinesischen Provinz Henan.

## Leben
Peter Li Hongye, Sohn einer katholischen Familie, trat im Alter von 17 Jahren in das Priesterseminar von Kaifeng ein und studierte Theologie und Philosophie. Er empfing am 22. April 1944 die Priesterweihe. Anschließend übernahm er eine Pfarrstelle in Yanshi.
Als die Kommunisten nach dem Bürgerkrieg 1949 die Macht in China übernahmen, wurde Li aufgrund seiner „Kollaboration“ mit Papst und der katholischen Kirche 1955 zu Arbeitslager verurteilt und verbrachte Großteile davon in der Provinz Qinghai im Nordosten des tibetischen Hochlandes. 1970 wurde er freigelassen; ab Ende der 1980er Jahre stand er unter Hausarrest oder wurde mit „Bewährungsauflagen“ drangsaliert.
Am 7. August 1987 wurde Peter Li Hongye im Geheimen zum Untergrundbischof der Diözese Luoyang geweiht. Das kommunistische China erkannte den Bischof allerdings nicht an, da Li nicht Glied der offiziell anerkannten chinesischen Katholisch-Patriotische Vereinigung war, sondern zur inoffiziellen römisch-katholischen Kirche in der Volksrepublik China gehörte, die den Primat des römischen Pontifex über die Katholiken Chinas anerkennt und als Untergrundkirche existiert.
2001 wurde er verhaftet und stand unter ständigem Hausarrest in der Mutter-Gottes-Kirche in der Innenstadt von Luoyang. Seit 2004 litt er an Herzproblemen. Er starb an den Folgen eines Herzinfarktes im Alter von 91 Jahren während der Messfeier der Osternachtsliturgie in Luoyang.